# Chilothorax flammulatus
Chilothorax flammulatus är en skalbaggsart som beskrevs av Edgar von Harold 1876. Chilothorax flammulatus ingår i släktet Chilothorax och familjen Aphodiidae. Inga underarter finns listade i Catalogue of Life.